# 巴拉尼夫卡 (佐洛喬夫區)
50°22′13″N 35°59′13″E / 50.37028°N 35.98694°E
巴拉尼夫卡（烏克蘭語：Баранівка）是位於烏克蘭東部的村莊，由哈爾科夫州博霍杜希夫區的佐洛奇夫市鎮負責管轄。該村始建於1650年，面積1.17平方公里，海拔高度180米，2001年人口315，人口密度每平方公里270.2人。